# Ленг (потік)
Ленг (пол. Łęg) — гірський потік в Україні, у Городенківському районі Івано-Франківської області у Галичині. Правий доплив Дністра, (басейн Чорного моря).

## Опис
Довжина потоку 6 км, висота витоку потоку 361  м над рівнем моря, висота гирла потоку 160  м над рівнем моря, падіння потоку 201  м, похил потоку 33,5  м/км, найкоротша відстань між витоком і гирлом — 4,54  км, коефіцієнт звивистості потоку — 1,32 . Формується багатьма безіменними струмками. Потік тече у гірському масиві Ґорґани.

## Розташування
Бере початок біля безіменної гори (361 м) на північно-західній стороні від села Дубки. Тече переважно на північний схід через село селище Чернелицю, далі тече через листяний ліс і на південно-західній стороні від Хмелева впадає у річку Дністер.

## Цікаві факти
- У XIX столітті понад потоком стояло багато фігурних хрестів[2].
- У XX столітті у селищі Чернелиця існував 1 водяний млин[4].